# 크레스타호
크레스타 호수(독일어: Crestasee, 로만슈어: Lag la Cresta)는 스위스 그리종주의 플림스와 트린 지자체가 공유하는 작은 호수이다. 1892년부터 북쪽 끝에 있는 게스트하우스는 펜션으로 사용되었으며, 오늘날에도 원래의 상태를 유지하는 레스토랑이다.
호수에는 지류가 없다. 전체 지역의 거친 특성은 크레타호, 카우마호 또는 프라우풀테호(Lag Prau Pulté)와 같은 특정 지점에서 호수를 공급할 때까지 물이 지하로 흐르는 거대한 플림스 암반산사태의 잔해 지역에서 파생된다.
북쪽 끝에서 91m 미만 거리에 ‘펠스바흐슐루트’(Felsbachschlucht)라는 협곡이 플렘강에 의해 형성되며, 플림스의 로만슈어 이름은 플렘이기도 하다. 호수와 강의 물은 독립적이며, 물론 지금이 낙석 시대이기 때문에 강이 협곡을 만드는 데 약 10,000년이 걸렸다.
호수의 물은 작은 개울을 형성하고 짧은 길이로 인해 특별한 이름이라고 불리지 않는 매우 짧은 실행 후 플렘강으로 들어간다.
여름에는 수영으로 유명하며 키오스크, 화장실, 탈의실, 보트 및 SUP를 대여할 수 있는 SUP 등의 시설을 제공하여 이를 즐길 수 있다. 레스토랑 직원이 하루에 한두 번 호수 주변을 산책하는 입장료를 징수한다. 크레스타호는 펠스바흐슐루트 협곡 또는 넓은 숲길을 통해 플림스에서 도달할 수 있을 뿐만 아니라 트린 물린 또는 주요 도로에 있는 공공 포스트버스 정류장 펠스바흐/크레스타호에서 멋지고 짧은 길로 연결되는 곳까지 도달할 수 있다. 자동차로 호수에 접근할 수 없고 표지판이 있는 주차장이 호수에서 잘 떨어져 있기 때문에 운전자는 호수까지 비슷한 거리를 걸어야 한다. 라인강에 의해 형성된 루이놀타 협곡을 보기 위해 콘으로 이어지는 숲길 산보를 하면, 여전히 같은 거대한 암반토사 잔해 지역 안에 있거나 카우마호로 이어진다.